# Scaptodrosophila silvalineata
Scaptodrosophila silvalineata är en tvåvingeart som först beskrevs av Gupta och Ray-chaudhuri 1970.  Scaptodrosophila silvalineata ingår i släktet Scaptodrosophila och familjen daggflugor. Inga underarter finns listade i Catalogue of Life.